# Liparis clypeolum
Liparis clypeolum là một loài thực vật có hoa trong họ Lan. Loài này được (G.Forst.) Lindl. mô tả khoa học đầu tiên năm 1830.